# Killian Corredor
Killian Corredor (* 4. November 2000 in Montpellier) ist ein französischer Fußballspieler, der beim SV Darmstadt 98 unter Vertrag steht. 

## Karriere
Corredor spielte in der Jugend beim FC Toulouse und rückte dort zur Saison 2018/19 von der U19 in die 2. Mannschaft in der fünftklassigen Championnat National 3 auf. Bis 2021 konnte er dort in 32 Spielen zwölf Tore erzielen.
Zur Saison 2021/2022 wechselte Corredor zum Zweitligisten AF Rodez und wurde dort parallel sowohl in der Ligue 2 (13 Spiele, 2 Tore) als auch erneut in der zweiten Mannschaft des Vereins in der fünftklassigen Championnat National 3 (10 Spiele, 3 Tore) eingesetzt. Für 2022/23 war Corredor als Stammspieler im Zweitligateam gesetzt und schoss in 38 Spielen sechs Tore. In der Folgesaison 2023/24 gelangen ihm sogar zwäölf Tore in 38 Spielen und der AF Rodez nahm an den Aufstiegsplayoffs zur Ligue 1 teil, in denen sich letztendlich aber AS Saint-Étienne durchsetzen konnte.
Corredor wechselte im Sommer 2024 zum SV Darmstadt 98 in die deutsche 2. Bundesliga. Er bestritt sein erstes Ligaspiel für die Lilien am 25. August 2024 gegen den 1. FC Nürnberg (1:1).